# 吳廷珍
吳廷珍（1785年—1813年），字上儒，一字叔琦，江蘇吳縣人，清朝翰林。

## 生平
嘉慶十三年（1808年）中式辛未科一甲第三名進士（探花），授翰林院編修。嘉慶十八年（1813年）主雲南鄉試，因急病乞假，尚不及歸返，卒於旅次。